# Primer (Kosmetik)
Ein Primer ist eine Grundierung, die unter Foundation, Lidschatten, Lippenstift oder Nagellack aufgetragen wird.

## Einteilung nach Anwendungsbereichen
Je nach Anwendungsbereich lassen sich verschiedene Primer unterscheiden.

Strukturformel von Salicylsäure

### Foundation-Primer

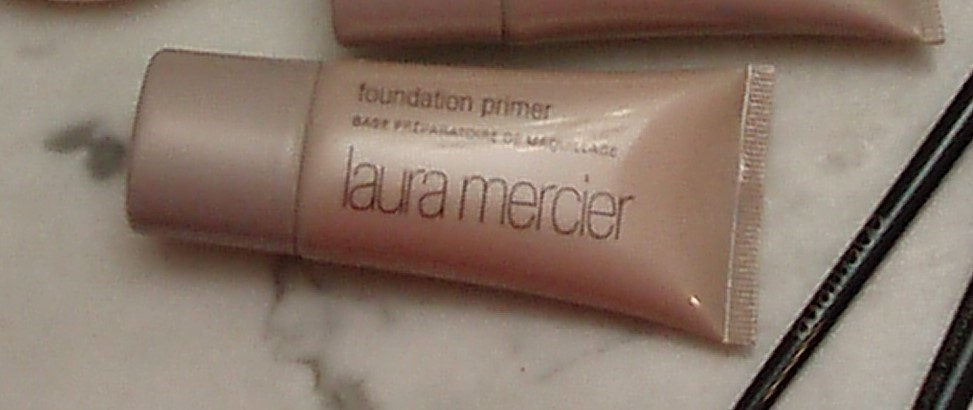
Foundation-Primer

Primer, die unter der Foundation im Gesicht aufgetragen werden, wirken wie eine Feuchtigkeitscreme. Die Primer können Salizylsäure enthalten, wodurch Öl von der Haut absorbiert werden kann. Dadurch wirkt die Oberfläche der Haut matter. Es gibt Primer, die gleichzeitig als Sonnenschutz wirken.

### Lidschatten-Primer
Es gibt Primer, die als Lidschattengrundierung eingesetzt werden. Dafür wird das Lid vom Wimpernansatz bis zu den Brauen mit einer Augengrundierung abgedeckt. Die Grundierung lässt man anschließend trocknen. Wird im Anschluss Farbe auf das Lid aufgetragen, wirkt die Farbe gleichmäßiger.

### Lippenstift-Primer
Primer, die als Lippengrundierung eingesetzt werden, sollen die Farbe des Lippenstiftes gleichmäßiger wirken lassen. Dafür werden die Lippen vor dem Auftragen des Lippenstiftes mit Primer abgetupft.

### Nagellack-Primer
Primer, die auf den Nägeln aufgetragen werden, werden auch base coat oder Unterlack genannt. Bei dem Primer handelt es sich um einen farblosen Lack, der kleine Unebenheiten der Nagelplatte ausgleicht. Wird nach dem Auftragen des Primers ein Nagellack auf die Nägel aufgetragen, weist der Nagellack eine höhere Haltbarkeit auf und splittert nicht ab. Zusätzlich verhindert der Primer das Verfärben des Naturnagels.